# Vaalimaanjoki
Vaalimaanjoki är ett vattendrag i Finland. Det ligger i den södra delen av landet, 160 km öster om huvudstaden Helsingfors.